# Álvaro Pachón Morales
Álvaro Pachón Morales (* 30. November 1945 in Bogotá, Kolumbien) ist ein ehemaliger kolumbianischer Radrennfahrer.

## Sportliche Laufbahn
Während seiner Karriere gewann Morales sieben bedeutende Etappenrennen in Lateinamerika: Die Mexiko-Rundfahrt 1967 und 1972, den Clásico RCN 1969, die Vuelta al Táchira 1969, 1970 und 1973 sowie die Vuelta a Colombia 1971. 1969 siegte er im Straßenrennen der Panamerikanischen Meisterschaften. 1970 gewann er die nationale Meisterschaft im Straßenrennen.
Bei den Zentralamerika- und Karibikspielen 1974 errang er Silber im Mannschaftszeitfahren. Er vertrat sein Land bei den Olympischen Sommerspielen 1968 und 1976. 1968 in Mexiko-Stadt wurde er 15. und 1976 in Montreal 22. im Straßenrennen. Bei den Spielen 1976 belegte er zudem im Mannschaftszeitfahren den 23. Platz. 1969 gewann er Meisterschaft von Südamerika im Straßenrennen.
1971 gewann Álvaro Pachón das Etappenrennen Clásico RCN, wurde aber wegen Dopings disqualifiziert  und 1974 nach dem Gewinn der Kolumbien-Rundfahrt ein weiteres Mal.

## Erfolge
1966
- eine Etappe Vuelta al Táchira

1967
- Gesamtwertung Vuelta de la Juventud Mexicana

1968
- eine Etappe Vuelta a Colombia

1969
- Gesamtwertung, eine Etappe und Bergwertung Clásico RCN
- Gesamtwertung und eine Etappe Vuelta al Táchira
- Panamerikanischen Meisterschaften – Straßenrennen
- eine Etappe Vuelta a Colombia

1970
- Gesamtwertung, drei Etappen, Berg- und Sprintwertung Vuelta al Táchira
- eine Etappe Clásico RCN

1971
- Gesamtwertung und vier Etappen Vuelta a Colombia

1972
- Gesamtwertung Vuelta de la Juventud Mexicana

1973
- eine Etappe Vuelta a Colombia

1974
- Zentralamerika- und Karibikspiele – Mannschaftszeitfahren
- Gesamtwertung und Bergwertung Vuelta al Táchira
- zwei Etappen Vuelta a Colombia
- eine Etappe Giro Ciclistico d’Italia

1976
- zwei Etappen Vuelta a Colombia
- Punktewertung Clásico RCN

1978
- eine Etappe Clásico RCN